# Hornsegen
Hornsegen (fränkisch: Hoan-seegn) ist ein Gemeindeteil der Gemeinde Großhabersdorf im Landkreis Fürth (Mittelfranken, Bayern). Hornsegen liegt in der Gemarkung Deberndorf.

## Geographie
Der Weiler liegt von Acker- und Grünland umgeben nördlich von Großhabersdorf am Reichenbach, einem linken Zufluss der Bibert. Im Nordwesten wird die Flur Flecken genannt, im Nordosten Galgenberg, im Südosten Weiherleiten und im Südwesten Schwarzenbachfeld. Gemeindeverbindungsstraßen führen nach Ballersdorf (1 km östlich), nach Oberreichenbach (1,6 km westlich) und nach Deberndorf (1 km nordöstlich) jeweils zur Kreisstraße FÜ 19 und nach Großhabersdorf zur Staatsstraße 2245.

## Geschichte
Der Ort wurde 1288 als „Hornsege“ erstmals urkundlich erwähnt. Der Ortsname setzt sich aus den althochdeutschen Worten „horo“ (=Schmutz, Sumpf) und „sīhan, sigan“ (=niederfallen, tröpfeln) zusammen und weist auf ein sumpfiges Gelände hin. Der Ort war zu dieser Zeit Sitz eines Verwaltungsamts des Klosters Herrieden.
Gegen Ende des 18. Jahrhunderts gab es in Hornsegen vier Anwesen. Das Hochgericht übte das brandenburg-ansbachische Stadtvogteiamt Langenzenn aus. Die Dorf- und Gemeindeherrschaft sowie die Grundherrschaft über die vier Höfe hatte das Rittergut Neudorf. 1800 gab es im Ort ebenfalls vier Anwesen.
Von 1797 bis 1808 unterstand der Ort dem Justiz- und Kammeramt Cadolzburg. Im Rahmen des Gemeindeedikts wurde Hornsegen dem 1808 gebildeten Steuerdistrikt Deberndorf und der im selben Jahr gegründeten Ruralgemeinde Deberndorf zugeordnet. Am 31. Dezember 1971 wurde die Gemeinde im Zuge der Gebietsreform in Bayern aufgelöst und Hornsegen nach Großhabersdorf eingegliedert.

### Ehemaliges Baudenkmal
- Haus Nr. 10: breit lagerndes, erdgeschossiges aus Sandsteinquadern errichtetes Wohnstallhaus des frühen 18. Jahrhunderts; am Westgiebel Inschrift „FJM 1820“ (?); dreigeschossiger Ostgiebel, reiches Fachwerk (K-Streben, Andreaskreuze)[11]

### Einwohnerentwicklung
| Jahr      | 001818 | 001840 | 001861 | 001871 | 001885 | 001900 | 001925 | 001950 | 001961 | 001970 | 001987 |
| Einwohner | 78     | 69     | 67     | 66     | 61     | 56     | 51     | 68     | 43     | 34     | 30     |
| Häuser    | 13     | 13     |        |        | 10     | 9      | 8      | 8      | 8      |        | 8      |
| Quelle    | [ 13 ] | [ 14 ] | [ 15 ] | [ 16 ] | [ 17 ] | [ 18 ] | [ 19 ] | [ 20 ] | [ 21 ] | [ 22 ] | [ 1 ]  |

## Religion
Der Ort ist seit der Reformation evangelisch-lutherisch geprägt und bis heute nach St. Walburg (Großhabersdorf) gepfarrt. Die Einwohner römisch-katholischer Konfession sind nach St. Otto (Cadolzburg) gepfarrt.